# Herb Opoczki
Herb Opoczki symboli tegoż miasta, przyjęty 1 marca 2002 roku.

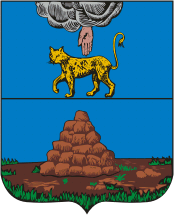
Herb Opoczki z 1791 roku

Herb wszedł do państwowego rejestru heraldycznego pod numerem 964.

## Opis
Herb przedstawia w polu błękitnym, murawa zielona, leżą na niej srebrne kamienie, ułożone w piramidę.